# Прогресс (хоккейный клуб, Соликамск)
«Прогресс» — команда по хоккею с шайбой, существовавшая в городе Соликамске Пермской области.

## История клуба
Хоккейный клуб «Прогресс» был создан в 1993 году в Соликамске по инициативе главы города Геннадия Тушнолобова. Базировался на крытом корте с искусственным льдом, построенном в 1990 году при содействии ОАО «Соликамский магниевый завод». Начав выступать в классе «Б» Открытого первенства России, в 1995 году команда победила на проходившем в Соликамске финальном турнире среди сильнейших команд класса «Б» и квалифицировалась в класс «А». В сезоне 1995/1996 клуб «Прогресс» стал 7-м в зоне «Урал-Север». Продолжив выступать в Первой лиге, в сезоне 1996/1997 клуб стал 2-м в зоне «Урал — Западная Сибирь», в сезоне 1997/1998 стал 7-м в зоне «Урал», а затем 6-м в турнире за 1—9 места. В сезоне 1998/1999, вновь выступая в зоне «Урал — Западная Сибирь», клуб стал 3-м, в сезоне 1999/2000 — 5-м, в сезоне 2000/2001 — 6-м, в сезоне 2001/2002 — вновь 3-м.
Несмотря на стабильность результатов, по завершении сезона клуб был расформирован.